# Günter Höfler
Günter Höfler (* 24. Januar 1953 in Weiz, Steiermark, Österreich)  ist ein ehemaliger Berufsoffizier des österreichischen Bundesheeres mit dem letzten Dienstgrad General. Er war von 2006 bis 2012 Kommandant des Streitkräfteführungskommandos des Bundesheeres und bis 2017 Leiter der österreichischen Militärvertretung in Brüssel.

## Leben
Günter Höfler trat 1971 in das Österreichische Bundesheer ein und war Soldat auf Zeit beim Panzerbataillon 4 in Graz. 1974 bis 1977 absolvierte er die Offiziersausbildung an der Theresianischen Militärakademie in Wiener Neustadt. Es folgten von 1977 bis 1982 Funktionen beim Jagdpanzerbataillon 4 und an der Theresianischen Militärakademie.
Seine Generalstabsausbildung durchlief er von 1982 bis 1985 im Rahmen des 10. Generalstabskurs an der Landesverteidigungsakademie. Danach war er an der Theresianischen Militärakademie Hauptlehroffizier für Taktik. 1987 wurde Günter Höfler Chef des Stabes an der Theresianischen Militärakademie und er hatte eine Mobilmachungsverwendung als 2. Generalstabsoffizier der 9. Panzergrenadierbrigade in Götzendorf an der Leitha. Nachdem er von 1990 bis 1991 mehrere Ausbildungen in den USA absolviert hatte, wurde er Kommandant des Panzergrenadierbataillons 9 in Horn.
1992 bis 1995 wurde er Leiter des Instituts für Offiziersausbildung an der Theresianischen Militärakademie, und er hatte eine Mobilmachungsverwendung als Chef des Stabes der 10. Jägerbrigade in Sankt Michael in Obersteiermark. 
1995 bis 1999 war er erster österreichischer Kommandant des Kommandos für Internationale Einsätze, Verbindungsoffizier bzw. Militärattaché der NATO und stellvertretender Leiter der Militärmission in Brüssel und Militärberater des österreichischen Botschafters bei der NATO in Brüssel. 
Seit September 1999 war er Kommandant für Internationale Einsätze in Götzendorf. Von Jänner 2006 bis Februar 2012 Kommandant des Streitkräfteführungskommandos. In seiner Funktion hatte der zum Generalleutnant beförderte Günter Höfler die Verantwortung über die Landstreitkräfte, Luftstreitkräfte und Spezialeinsatzkräfte sowie für das Kommando der Internationalen Einsätze. Das Kommando ist in der Belgier-Kaserne in Graz stationiert. 
Im Jahr 2012 wechselte er nach Brüssel, wo er die Leitung der österreichischen Militärvertretung übernahm. Im August 2017 wurde er in dieser Funktion von Generalleutnant Franz Leitgeb abgelöst und ging in den Ruhestand. Im Jänner 2018 wurde Höfler zum General befördert.

## Sonstiges
Er ist verheiratet und hat zwei Kinder.

## Auszeichnungen (Auszug)
- Großes Ehrenzeichen für Verdienste um die Republik Österreich (2002)
- Wehrdienstzeichen 1. Klasse
- Wehrdienstzeichen 2. Klasse
- Wehrdienstzeichen 3. Klasse
- Wehrdienstmedaille in Bronze
- Großes Ehrenzeichen des Landes Steiermark (2004)
- Verdienstzeichen des Niederösterreichischen Landesfeuerwehrverbandes (Ausprägung unbekannt)
- Mitglied der Ehrenlegion[2]
- Komturkreuz des Landes Burgenland (2021)[3]